# Gerhard Rantzau

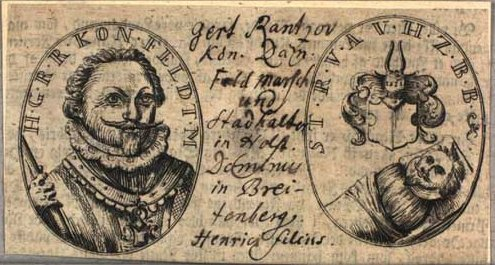
Gerhard Rantzau (o. J.)

Gerhard Rantzau, auch ndt. Geert, auch: Gert, Herr auf Breitenburg, (* 18. Oktober 1558; † 28. Januar 1627) war von 1600 bis 1627 dänischer Statthalter im königlichen Anteil Schleswig-Holsteins.

## Leben und Wirken
Gerhard Rantzau war vierter Sohn des Statthalters Heinrich Rantzau und machte in seiner Jugend weite Reisen durch Europa sowie nach Konstantinopel, Jerusalem und im Mittelmeer.
Nach Hause zurückgekehrt, wurde er zum Befehlshaber der dänischen Festung Kronborg b. Helsingør am Sund, später zum Amtmann in Flensburg und dann in Hadersleben, bald nach dem Tod seines Vaters auch zum Statthalter des königlichen Anteils von Schleswig-Holstein erhoben. Da er aber vor allem mit kriegerischen Talenten ausgestattet war, verbrachte er die meiste Zeit als Soldat.
Nachdem er mit königlicher Erlaubnis einen Feldzug unter Prinz Moritz von Oranien mitgemacht hatte, übertrug König Christian IV. ihm ein Kommando im sogenannten Kalmarischen Krieg gegen Schweden (1611–1613). Im folgenden Dreißigjährigen Krieg konnte er dagegen nicht mehr aktiv sein, obwohl er im November 1626, als das kaiserliche Heer heranrückte, auf dem Landtag zu Rendsburg ankündigte, „er wolle nicht der Letzte, sondern der Erste mit sein, und seine alten grauen Haare dem Feind entgegensetzen“. (Adam Olearius, holst. Chronik)
Zwei Monate später starb er, noch ehe der Krieg über Schleswig-Holstein hereinbrach.

## Familie
Seine erste Frau war Thale Tagesdatter Thott (1550–1611).
Nach ihrem Tod heiratete er Dorothea von Brockdorff († 1630). Sie hatten folgende Kinder:
- Christian zu Rantzau (1614–1663) ⚭ Dorothea von Rantzau (1619–1662)
- Sophie (1620–1697)

⚭ 1635 General Wolf Heinrich von Baudissin (1579–1646)
⚭ 1650 Cai von Ahlefeldt, (* 27. Juni 1591; † 6. September 1670)
- Hedwig Margarethe Elisabeth von Rantzau (1624–1706) ⚭ 1636 Josias Rantzau
- Øllegaard Catharine (1625–1675) ⚭ 1642 Detlev von Brockdorff (1600–1670)
- Anna Christine  (1618–1680) ⚭ 1633 Franz von Rantzau (1606–1677), Herr auf Salzau
- Ida (1616–1658) ⚭ 1635 Paul von Rantzau (1598–1670), Herr zu Bothkamp Doberstorf

## Auszeichnungen
- Elefanten-Orden, 2. November 1616 (42. Verleihung)[1]